# Municipio de Spring (condado de Searcy)
El municipio de Spring (en inglés: Spring Township) es un municipio ubicado en el condado de Searcy en el estado estadounidense de Arkansas. En el año 2010 tenía una población de 588 habitantes y una densidad poblacional de 4,84 personas por km².

## Geografía
El municipio de Spring se encuentra ubicado en las coordenadas 35°54′17″N 92°42′38″O / 35.90472, -92.71056. Según la Oficina del Censo de los Estados Unidos, el municipio tiene una superficie total de 121.58 km², de la cual 120,99 km² corresponden a tierra firme y (0,48 %) 0,59 km² es agua.

## Demografía
Según el censo de 2010, había 588 personas residiendo en el municipio de Spring. La densidad de población era de 4,84 hab./km². De los 588 habitantes, el municipio de Spring estaba compuesto por el 95,58 % blancos, el 1,53 % eran afroamericanos, el 0,68 % eran amerindios y el 2,21 % eran de una mezcla de razas. Del total de la población el 2,04 % eran hispanos o latinos de cualquier raza.